# Општина Херекљан (Салаж)
Херекљан (рум. Hereclean) општина је у Румунији у округу Салаж.
Oпштина се налази на надморској висини од 249 m.